# Chorin
Chorin is een gemeente in de Duitse deelstaat Brandenburg, en maakt deel uit van het Landkreis Barnim.
Chorin telt 2.359 inwoners.

## Indeling gemeente
De volgende Ortsteile maken deel uit van de gemeente:
- Brodowin
- Chorin
- Golzow
- Neuehütte
- Sandkrug
- Senftenhütte
- Serwest

## Kloster van Chorin
Dit klooster ligt op de rand van het uitgestrekte heidegebied Schorfheide, dat op de natuurmonumentenlijst van de UNESCO staat. De Cisterciënzers kwamen hier in 1258, maar de bouw van de huidige gotische abdij begon pas in 1270. De kerk is een drieschepige basiliek met een dwarsbeuk. Twee vleugels van het klooster en enige woongebouwen zijn bewaard gebleven. Na de opheffing van het klooster in 1542 raakte het hele complex in verval. Tegenwoordig wordt de kerk, die van zijn traditionele meubels is beroofd, voor klassieke concerten gebruikt. In de buurt ligt een park, aangelegd door Peter Joseph Lenné.

## Verkeer en vervoer

### Autowegen
De Bundesautobahn 11 loopt over het grondgebied van de gemeente.

### Spoorwegen
Chorin heeft een station, station Chorin, aan de spoorlijn Berlijn - Szczecin en een halte, halte Golzow, aan de spoorlijn Britz – Fürstenberg.

### Vaarwegen
Het Oder-Havel-Kanal loopt door de gemeente.